# Svenska Landsbygdens Studieförbund
Svenska landsbygdens studieförbund (SLS) var ett studieförbund som bildades i Falköping 1930 av Svenska Landsbygdens ungdomsförbund (idag Centerpartiets Ungdomsförbund) och bedrev studiecirkel-, föreläsnings- och kulturverksamhet. SLS drev också ett stort antal lokala bibliotek. Den första studiecirkeln inom SLU/SLS startades dock redan 1920 i Slöinge, Halland, och bar namnet "Fria tankars hem".
SLS gav ut tidningen Studiekontakt. 
1967 slogs SLS ihop med LiS (Liberala studieförbundet) och bildade Studieförbundet Vuxenskolan.

## Lista över förbundsordförande
- 1930–1931: Eric Ellerud.[1]
- 1931–1932: Nils Larsson i Kälkebo.
- 1932–1933: Holger Adolfsson.
- 1933–1945: B. A. Nilsson i Borås (hedersordförande).
- 1945–1952: Ivar Persson.
- 1952–1964: Erik Forslund.

## Lista över riksstudieledare
- 1930–1955: Eric Ellerud.[1]
- 1955–1965: Karl Högermark.